# 卡奇卡納爾
58°42′N 59°29′E / 58.700°N 59.483°E
卡奇卡納爾（俄语：Качкана́р）是俄羅斯斯維爾德洛夫斯克州西部的一個城市，距里首府葉卡捷琳堡205公里。2002年人口44,664人。
1968年設市。